# Aeroportul Korla
Aeroportul Korla (IATA: KRL, ICAO: ZWKL) este un aeroport din Xinjiang, Republica Populară Chineză ce deservește zona Korla⁠(d). Aeroportul a fost tranzitat în 2022 de 1.020.319 pasageri. A fost numit după zona deservită.
Situat la o altitudine de 927 m, aeroportul dispune de o singură pistă.